# Капал (река)
Капал — река в Казахстане, в долине Аксу, в Аксуском районе Жетысуской области. Длина 42 км (вместе с притоками 204 км), площадь водосбора 398 км². Берёт начало из родников на северном склоне гор Каратау — юго-западного отрога Джунгарского Алатау, впадает в реку Кызылагаш. Питается снеговыми, подземными водами. Русло обрывистое. Среднегодовой расход воды 2 м³/с. Используется для орошения. На реке расположены село Капал и санаторий «Капаларасан».
Основные притоки: Кунгирт (лв), Шынбулак (лв), Кишкене-Шынбулак (лв), Улькен-Шынбулак (лв).